# Wahlen 2003
◄◄ | ◄ | 1999 | 2000 | 2001 | 2002 | Wahlen 2003 | 2004 | 2005 | 2006 | 2007 | ► | ►►

Weitere Ereignisse
Die hier unvollständig aufgelisteten Wahlen und Referenden fanden im Jahr 2003 statt oder waren für das angegebene Datum vorgesehen.
Bei weitem nicht alle der hier aufgeführten Wahlen wurden nach international anerkannten demokratischen Standards durchgeführt. Enthalten sind auch Scheinwahlen in Diktaturen ohne Alternativkandidaten oder Wahlen, deren Ergebnisse durch massiven Wahlbetrug oder ohne fairen, gleichrangigen Zugang der konkurrierenden Kandidaten oder Parteien zu den Massenmedien zustande gekommen sind.
Aufgrund der großen Zahl der Wahlen, die jedes Jahr weltweit durchgeführt werden, kann die Liste keinen Anspruch auf Vollständigkeit erheben. Angestrebt wird auf jeden Fall die Auflistung sämtlicher Wahlen von mindestens nationaler Bedeutung.:

## Afrika
- Parlamentswahl in Benin 2003
- Präsidentschaftswahl in Guinea 2003
- Präsidentschaftswahl in Mauretanien 2003
- Am 19. November fanden die Kommunalwahlen in Mosambik 2003 statt.
- Im April 2003 fanden die Wahlen in Nigeria 2003 statt.
- Präsidentschaftswahl in Ruanda 2003
- Parlamentswahl in Ruanda 2003
- Am 14. April 2003 fanden die Präsidentschaftswahlen in Somaliland 2003 statt.
- Parlamentswahl in Swasiland 2003
- Präsidentschaftswahl in Togo

## Amerika
- Parlamentswahl in Grenada 2003
- Präsidentschafts- und Parlamentswahlen in Argentinien 2003

## Asien und Ozeanien
- Am 28. Januar 2003 fand die Parlamentswahl in Israel 2003 statt.
- Am 26. Februar 2003 fand die Präsidentschaftswahl in der Republik Zypern 2003 statt.
- Am 5. März fand die Parlamentswahl in Syrien 2003 statt.
- Am 3. Mai fand die Parlamentswahl in Nauru 2003 statt.
- Am 9. November fand in Japan die Shūgiin-Wahl 2003 statt.

## Europa

### Deutschland
- Am 2. Februar 2003 fand die Landtagswahl in Hessen 2003 statt.
- Am 2. Februar 2003 fand die Landtagswahl in Niedersachsen 2003 statt.
- Am 25. Mai fand die Bürgerschaftswahl in Bremen 2003 statt.
- Am 21. September fand die Landtagswahl in Bayern 2003 statt.
- Am 26. Oktober fand die Kommunalwahlen in Brandenburg 2003 statt.

### Wahlen zu mehreren Terminen
| Staat       | Staat   | Wahl/Abstimmung                     | Kategorie                    |
| ----------- | ------- | ----------------------------------- | ---------------------------- |
| Deutschland | Sachsen | Bürgermeisterwahlen in Sachsen 2003 | Bürgermeisterwahl in Sachsen |

### Estland
- Am 2. März fand die Parlamentswahl in Estland 2003 statt.
- Am 14. September fand ein Referendum über den Beitritt zur Europäischen Union statt.

### Frankreich
- 6. Juli: Referendum in Korsika

### Finnland
- Am  16. März fand die Parlamentswahl in Finnland 2003 statt.

### Island
- Am 10. Mai 2003 fand die Parlamentswahl in Island 2003 statt.

### Italien
- Am 8. und 9. Juni fand die Regionalwahl in Friaul-Julisch Venetien 2003 statt.
- Am 26. Oktober fand die Landtagswahl in Südtirol 2003 und die Landtagswahl im Trentino 2003 statt.

### Kroatien
- 23. November: Parlamentswahl in Kroatien 2003

### Lettland
- Am 20. September fand ein Referendum über den Beitritt zur Europäischen Union statt.

### Litauen
- Am 10. und 11. Mai fand ein Referendum über den Beitritt zur Europäischen Union statt.

### Malta
- Am 8. März 2003 fand ein Referendum in Malta über den Beitritt zur Europäischen Union statt.

### Niederlande
- Am 22. Januar 2003 fand die Parlamentswahl in den Niederlanden 2003 statt.

### Österreich
- Am 30. März fand die Landtagswahl in Niederösterreich 2003 statt.
- Am 28. September fand die Landtagswahl in Oberösterreich 2003 statt.
- Am 28. September fand die Landtagswahl in Tirol 2003 statt.

### Polen
- Am 7. und 8. Juni 2003 fand ein Referendum in Polen über den Beitritt zur Europäischen Union statt.

### Russland
- Am 7. Dezember 2003 fand die Parlamentswahl in Russland 2003 statt.
- Am 5. Oktober 2003 fand die Präsidentschaftswahl als Scheinwahl in Tschetschenien statt, siehe Zweiter Tschetschenienkrieg#Kriegsverlauf. Putins Kandidat Achmad Kadyrow wird Präsident.

### Schweiz
- Am 19. Oktober 2003 fanden die Schweizer Parlamentswahlen 2003 statt.
  - Resultate Nationalratswahlen
- Am 10. Dezember 2003 fanden in der Schweiz die Bundesratswahlen 2003 statt.
- Resultate der Ständeratswahlen (2003–2007)

### Serbien
- 28. Dezember: Parlamentswahl in Serbien 2003

### Slowakei
- Am 23. März 2003 fand ein Referendum in der Slowakei über den Beitritt zur Europäischen Union statt.

### Tschechien
- Am 13. und 14. Juni 2003 fand ein Referendum in Tschechien über den Beitritt zur Europäischen Union statt.

### Ungarn
- Am 12. April 2003 fand ein Referendum in Ungarn über den Beitritt zur Europäischen Union statt.

### Vereinigtes Königreich
- Parlamentswahl in Schottland am 1. Mai
- Wahl zur walisischen Nationalversammlung am 1. Mai
- Wahl zur Nordirland-Versammlung am 26. November